# Opetia nigra
Opetia nigra is een vliegensoort uit de familie van de Opetiidae. De wetenschappelijke naam van de soort is voor het eerst geldig gepubliceerd in 1830 door Johann Wilhelm Meigen.